# Província de Belluno
La província de Belluno (vènet Provincia de Bełun) és una província que forma part de la regió de Vèneto dins Itàlia. La seva capital és Belluno.
Limita al nord amb Tirol i Caríntia, a l'est amb Friül-Venècia Júlia (províncies d'Udine i Pordenone), a l'est amb Tirol del Sud i Trentino i al sud amb les províncies de Treviso i Vicenza.
Té una àrea de 3.672,26 km², i una població total de 206.069 hab. (2016). Hi ha 64 municipis a la província.
Segons Il Sole 24 Ore, la província de Belluno està classificada al primer lloc entre les províncies italianes per qualitat de vida el 2017, replicant la primacia del 2009 i millorant les posicions del 2008 i 2007 que l'havien situat al segon i quart lloc. En la classificació de les províncies italianes per la millor qualitat de vida d'ItaliaOggi amb la col·laboració de la Universitat "La Sapienza", el 2017 se situa al tercer lloc darrere del Tirol del Sud i Trento.

## Geografia física
La província, estesa i totalment muntanyosa, es subdivideix en set regions geogràfiques:
- Agordino, corresponent a l'alt i mig embassament del torrent Cordevole;
- Alpago, corresponent a l'embassament del torrent Tendida i al voltant del llac de Santa Croce;
- Ampezzo, compren la comune de Cortina d'Ampezzo;
- Cadore, corresponent a la vall del Boite (amb l'excepció de Cortina), la vall de Ansiei i l'alt embassament del Piave;
- Comelico, extrem nord del Cadore, corresponent a l'alta vall del Piave i a la vall del torrent Padola;
- Feltrino, territori comprès entre el Piave i el torrent Cismon;
- Valbelluna, coincidente amb la vall del Piave de Castellavazzo fins a Lentiai (a l'esquerra de Piave) i Sedico (a la dreta Piave);
- Vall de Zoldo, identificable amb la vall del torrent Maè.

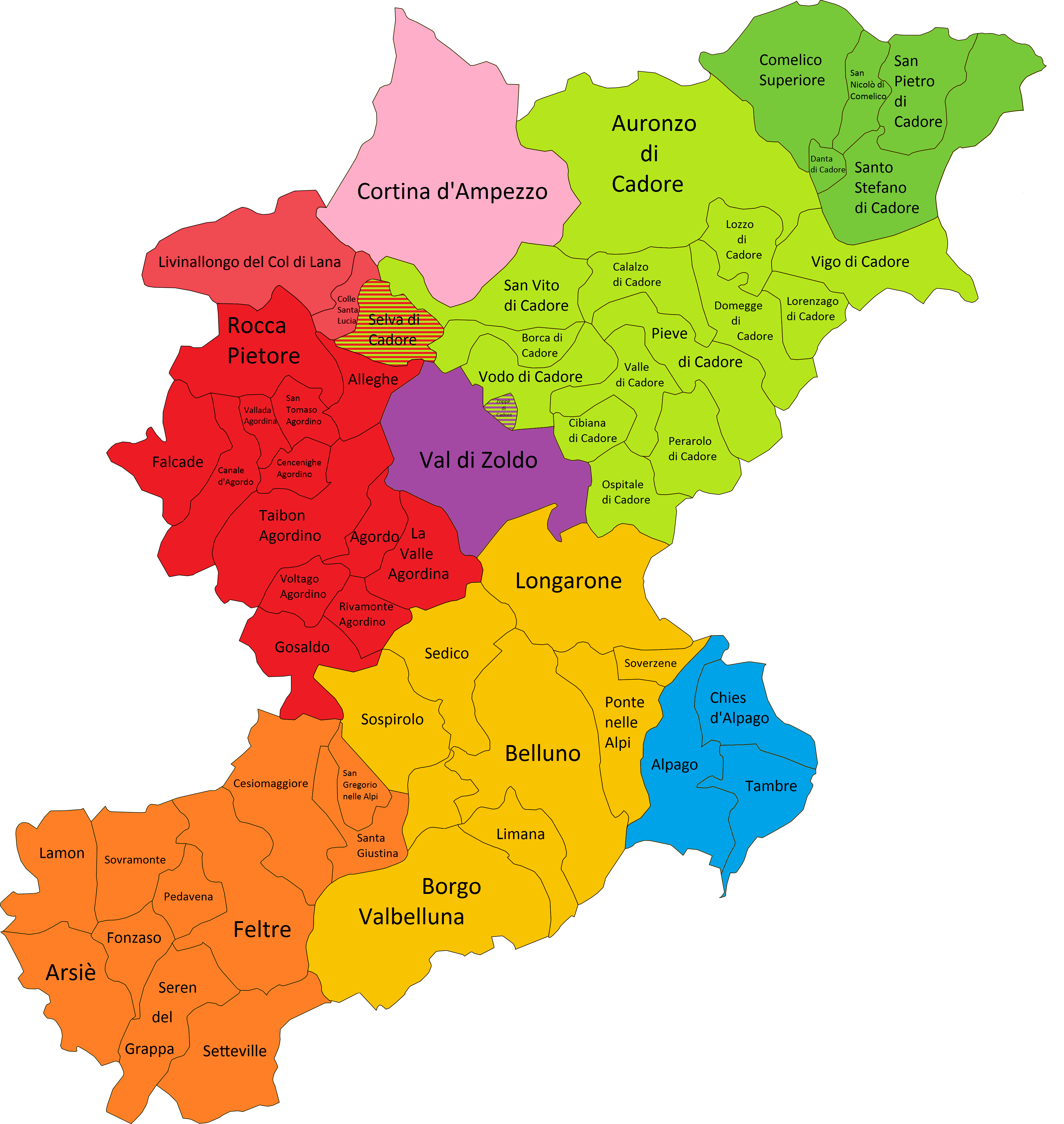
Mapa de la província de Belluno. En taronja Feltrino, en groc Valbelluna, en blau Alpago, en vermell l'Agordino, més clara la zona de Fodóm; en violeta la Vall de Zoldo, en rosa l'Ampezzano, en verd el Cadore, més fosc Comelico. Destacar els territoris de Selva de Cadore i de Zoppè de Cadore, el primer de transició entre Agordino i Cadore, el segon entre Zoldano i Cadore

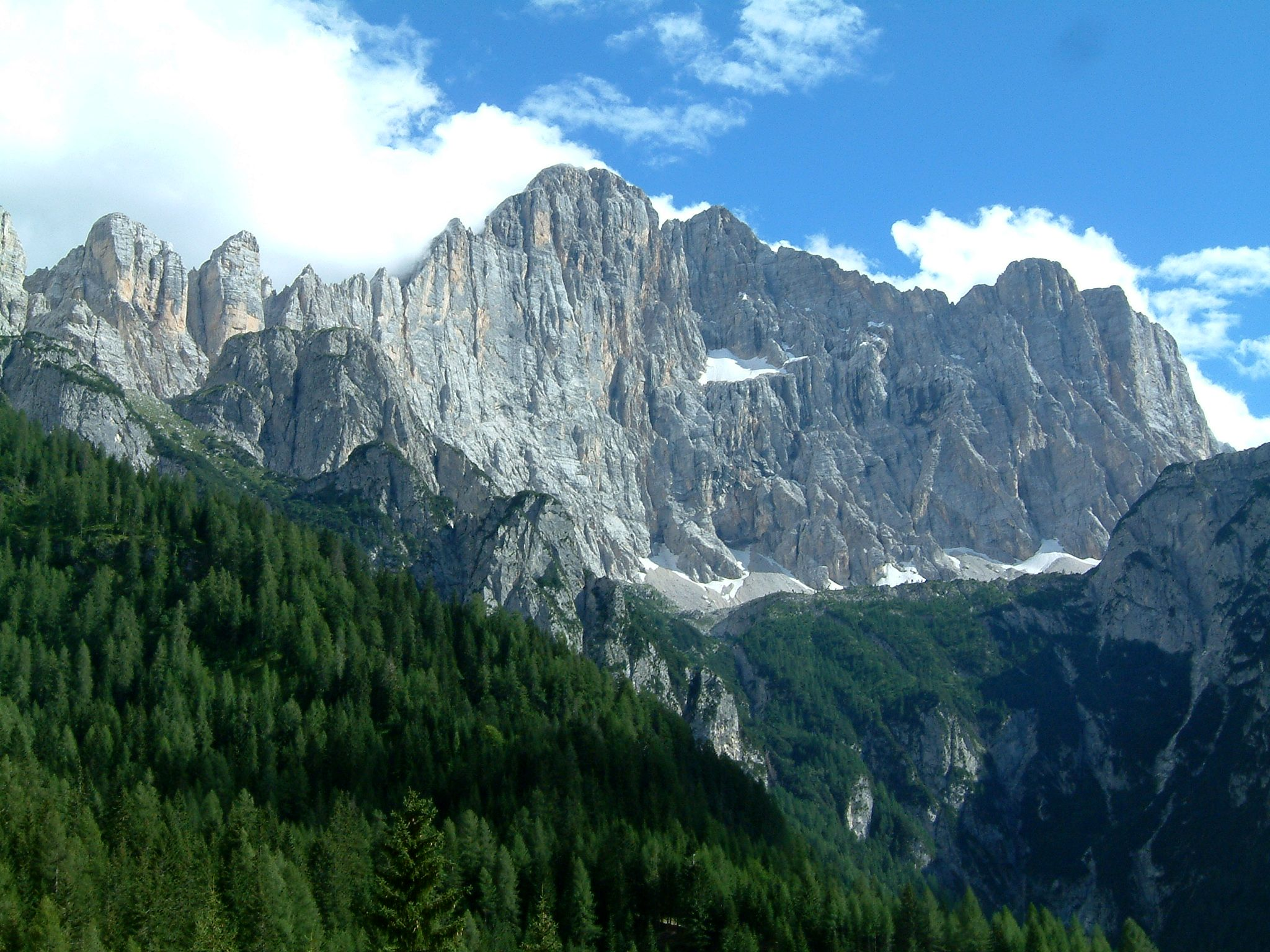
Monte Civetta

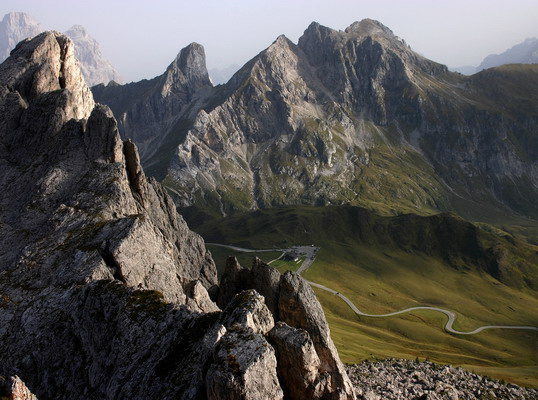
El Pas de Giau vist del Nuvolau

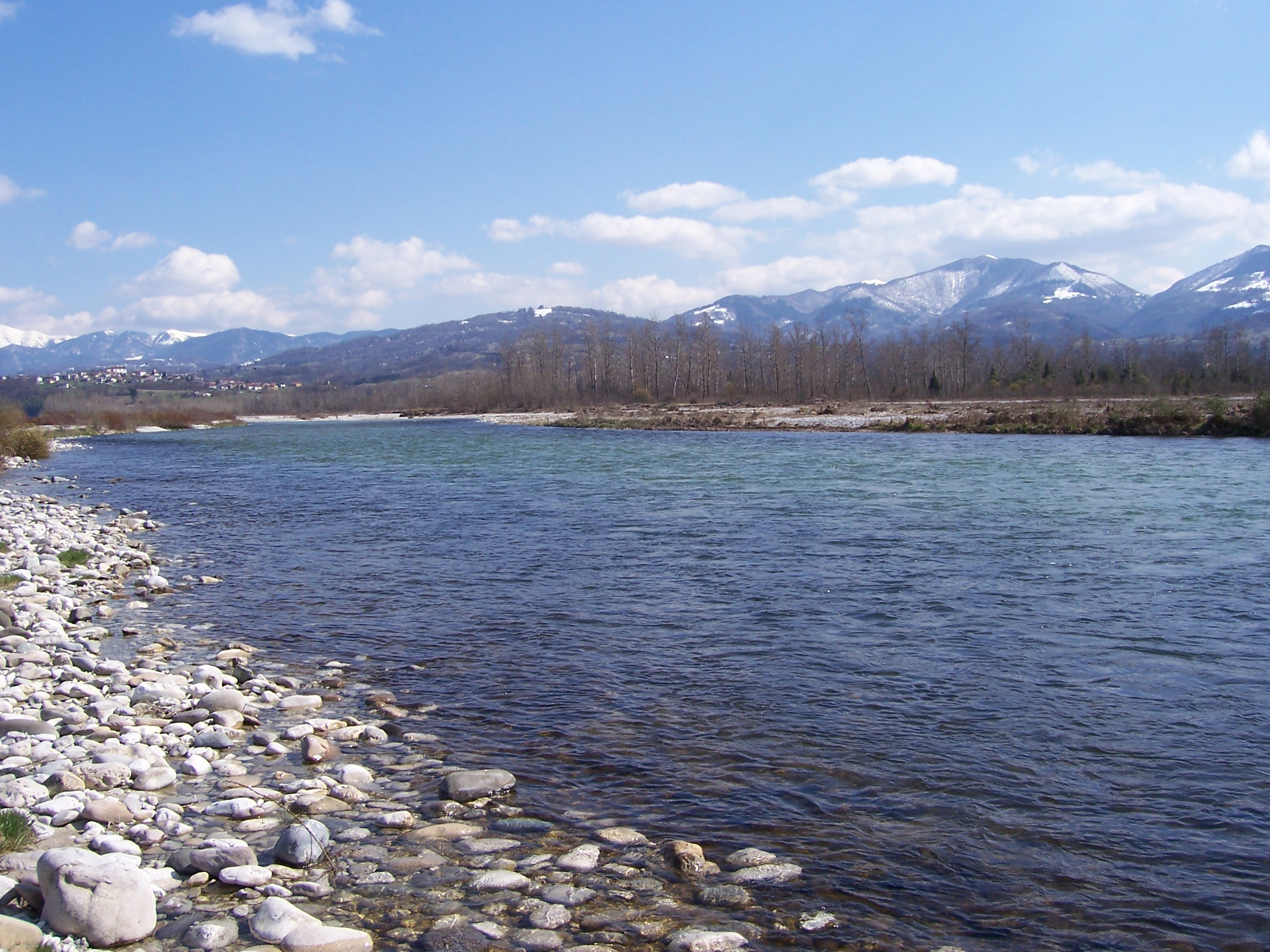
El riu Piave entre Mel i Santa Giustina

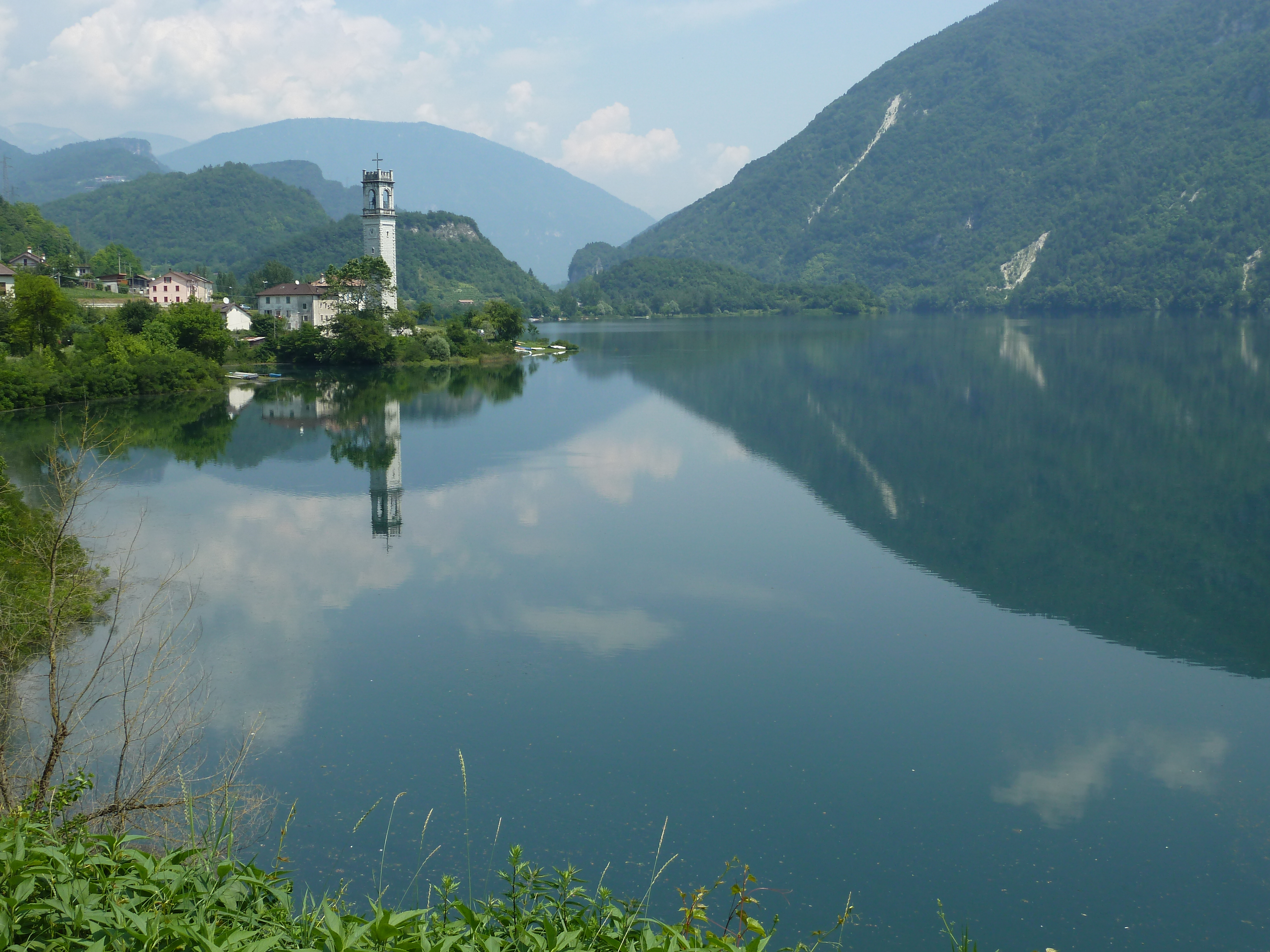
El llac del Corlo amb el poble de Rocca

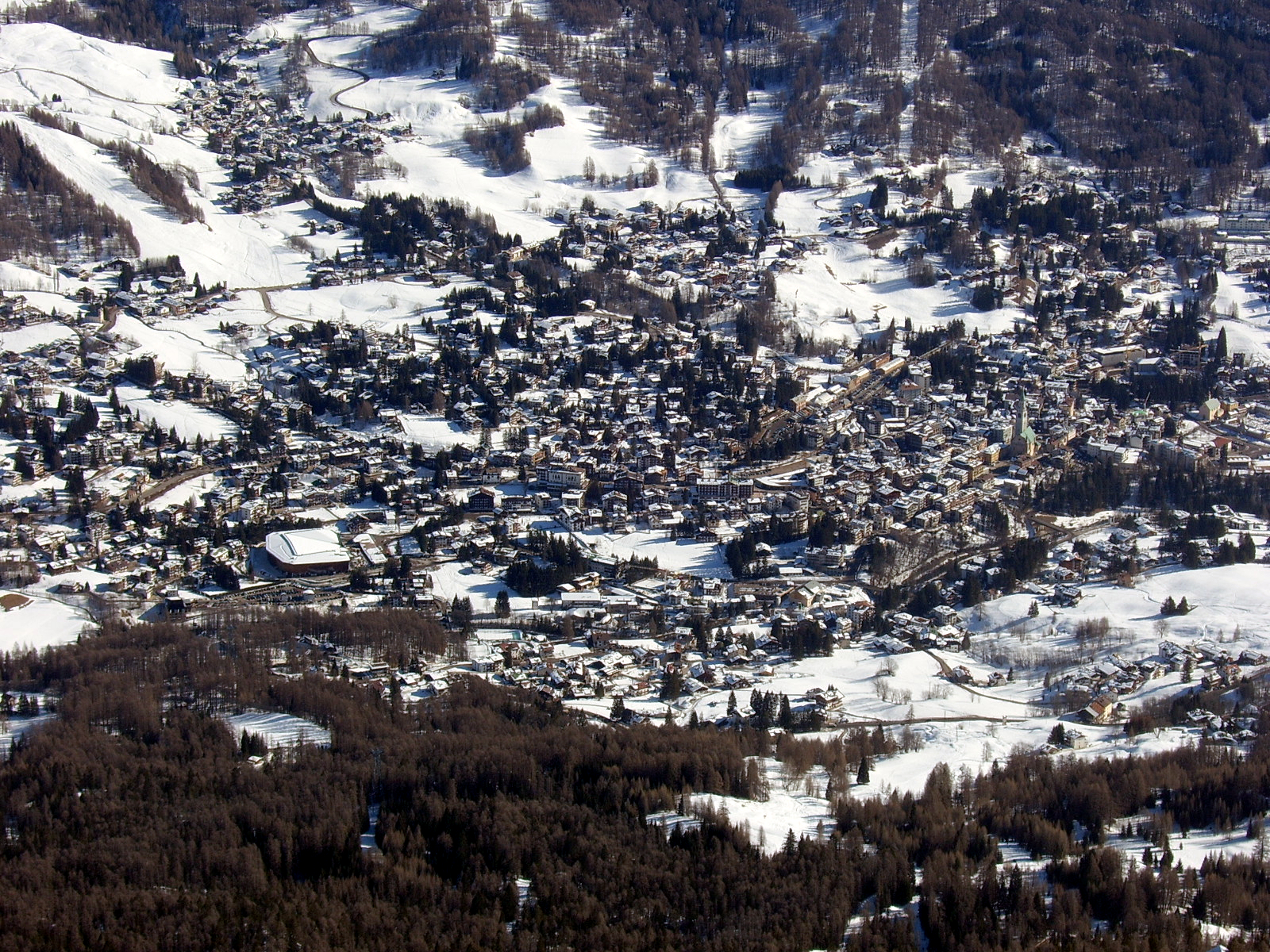
Vista del poble de Cortina d'Ampezzo

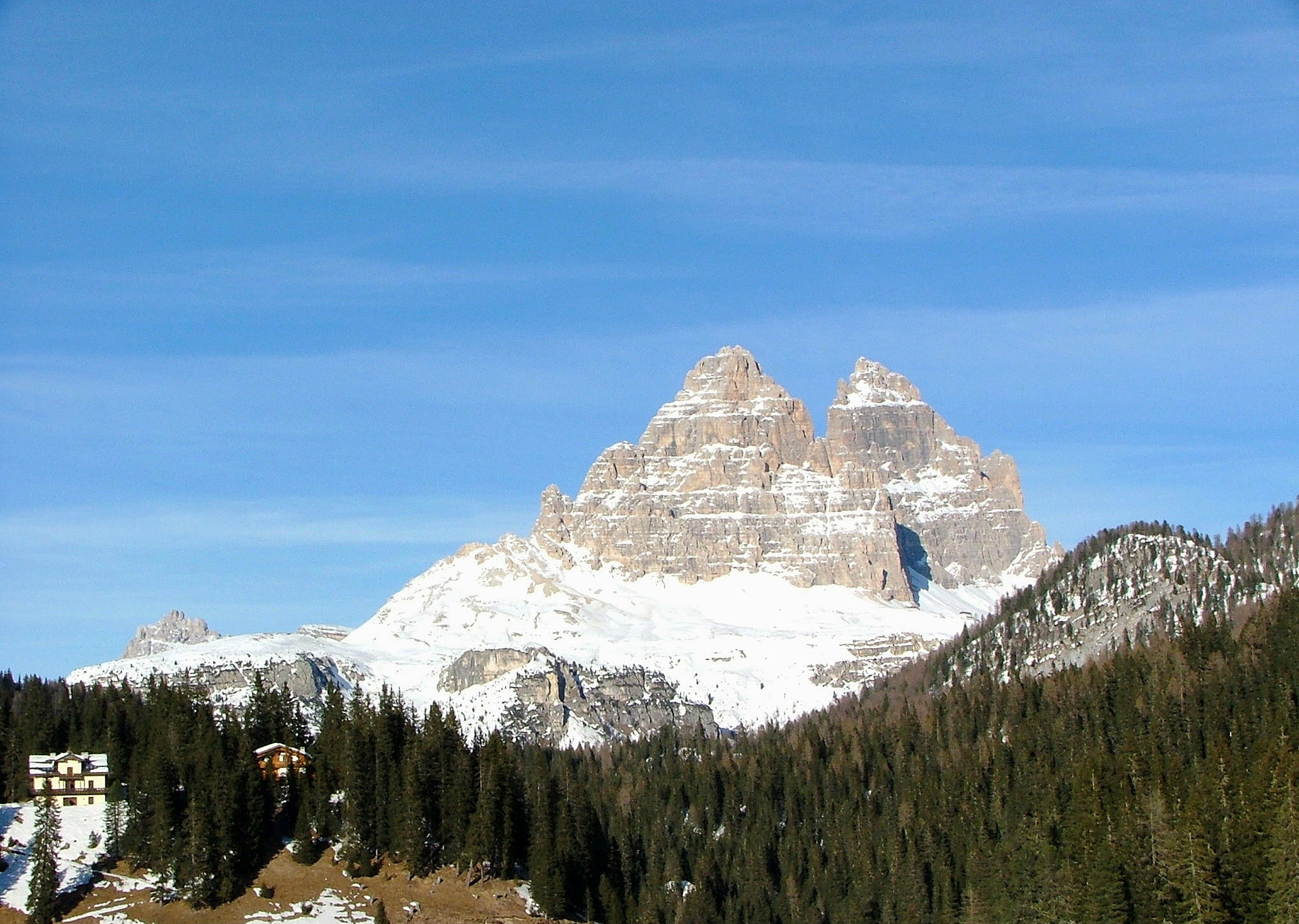
Els Tres Cims de Lavaredo des del llac de Misurina

La província de Belluno limita al nord amb Àustria (Estat del Tirol i, per pocs quilòmetres, Caríntia), a l'est amb el Friül - Venècia Júlia (províncies d'Udine i Pordenone), al sud amb les províncies vènetes de Treviso i Vicenza, a oest amb el Trentino - Tirol del Sud (províncies de Trento i Bolzano).
A excepció dels sectors sud-occidental i centre-oriental, els confins administratius són en gran part coincidents amb els de l'embassament del Piave.

### Orografia
Gran part de la província és ocupada per les Dolomites, Patrimoni de la Humanitat de la UNESCO, amb els cims de les Tofane, dels Tres Cims de Lavaredo, Monte Pelmo, Monte Civetta, Moiazza, Antelao, Cristallo, grup de les Marmarole, Sorapiss, Cadini di Misurina, Croda Roja d'Ampezzo, Sella de la Marmolada i Pale de San Martino (aquestes darreres tres a la frontera amb el Trentino - Tirol del Sud).
En la part més meridional és present la cadena de les Prealps bellunesosi amb el Col Visentin, el mont Cesen, el Mont Grappa, el Col Nudo.
En la part meridional de la província s'estén la Valbelluna, la vall més àmplia i més habitada de la província on hi ha també la capital dela província i sobre la qual es troben els Prealps bellunesos (Grup dolomític de la Schiara, Monti di Sole, Vette Feltrine, massís del Mont Grappa) i aquí es troba també el Parc Nacional de les Dolomites belluneses.
A continuació s'enumeren els principals cims de més de 3000 m., limitant-se al cim més alt de cada grup.
| Cim                  | Alçada (m.) | Grup                 |
| -------------------- | ----------- | -------------------- |
| Punta Penia          | 3348        | Marmolada            |
| Antelao              | 3264        | Antelao              |
| Tofana di Mezzo      | 3244        | Tofane               |
| Cristallo            | 3221        | Monte Cristallo      |
| Civetta              | 3220        | Civetta              |
| Punta Sorapiss       | 3205        | Sorapiss             |
| Vezzana              | 3192        | Pale de San Martino  |
| Pelmo                | 3168        | Pelmo                |
| Piz Boè              | 3152        | Grup Sella           |
| Croda Roja d'Ampezzo | 3146        | Croda Roja d'Ampezzo |
| Croda del Toni       | 3094        | Croda del Toni       |
| Cima Undici          | 3092        | Popera               |

## Minories lingüístiques
El territori de Belluno inclou dues minories lingüístiques:
- Els ladins, presents als municipis de Colle Santa Lucia, Livinallongo del Col di Lana i Cortina d'Ampezzo.
- Els Cimbris, minoria de parla germànica, presents al municipi de Sappada/Pladn.

## Especificitats
La província ocupa el 20% del territori del Vèneto, i està situada entre les àrees de cultura furlana, ladina i alemanya. Darrerament s'ha convocat referèndums per a modificar els límits provincials:
- Lamon va votar el 30 i 31 d'octubre de 2005 votà per passar a la província de Trento.
- Sovramonte va votar el mateix el 9 d'octubre de 2006
- Colle Santa Lucia, Livinallongo del Col di Lana i Cortina d'Ampezzo demanaren el 27 d'octubre de 2007 integrar-se a Tirol del Sud per tal d'unificar administrativament els territoris de cultura ladina
- Sappada votà el 10 de març de 2008 per integrar-se a Friül-Venècia Júlia.